# Reza Ghassemi
Reza Ghassemi, est un écrivain iranien, né en 1949 à Ispahan, 

## Biographie
Il écrit sa première pièce, L'éclipse, à l'âge de 18 ans et la met en scène l'année suivante au Théâtre de l'Université de Téhéran. En 1973, il écrit et met en scène la pièce Des lettres non datées de ma part à ma famille et vice-versa avec la compagnie " Des comédiens de la ville " et connaît un grand succès qui lui permet de mener de front la triple carrière d'auteur, de metteur en scène et de compositeur.
En 1976, il gagne le grand prix de télévision nationale de l'Iran pour "Lorsque Zahak gouvernait le monde". En 1980, il écrit et met en scène La chambre des corrections, puis se consacre pendant trois ans à la musique. En 1982, sa pièce Les Somnambules est interdite. En 1983, il écrit et met en scène la pièce Mahan é Koushiar. En 1986, il écrit et met en scène Le dilemme de l'architecte Mahyar.
En 1986, il émigre en France où il fonde l'ensemble " Moshtaq " avec lequel il entreprend une série de concerts et écrit des poèmes. Il écrit A vous de jouer Mercutio ! en 1991, et portrait en 1993. Son premier roman, Harmonie nocturne, est paru en 1995 et son dernier, Le puits du Babel, en 1998.
En tant que musicien, Reza Ghassemi a commencé l'étude du setâr auprès des maîtres Jalal Zolfonoun, Mohammad Reza Lotfi, et celui qui est considéré comme le plus grand, Nour Ali Elahi. Il suit cet enseignement pendant 10 ans, recueillant auprès d'eux les secrets de la technique instrumentale ainsi que différents versions du radif. Avant de quitter l'Iran, il travaille régulièrement avec Shahram Nazeri, ce qui lui permet de perfectionner sa connaissance du radif vocal. Depuis son arrivée à Paris, en 1986, il se consacre à l'enseignement et donne des concerts avec son groupe ou en solo.
Reza Ghassemi et le directeur musical du groupe Moshtaq et compose toutes les pièces originales de son répertoire.il a également passé beaucoup de temps à étudier la musique du théâtre religieux de l'Iran ; le Tazéh, qui l'inspire pour sa propre création artistique. il est aussi dramaturge et metteur en scène et a composé plusieurs musique de scène. Reza Ghassemi, par ses recherches extensives sur les formes anciennes et par son enseignement qu'il dispense à de nombreux élèves, contribue pour une part importante à la préservation d'une musique savante persane authentique.

## Œuvres en français
- Harmonie nocturne (2001 - Éditions Phébus)
- Le dilemme de l’architecte Mâhyâr (1988 - Éditions Les Solitaires Intempestifs)2001
- Portrait (1995 - Éditions L’Harmattan )2001
- A vous de jouer Mercutio ! (1995 - Éditions L’Harmattan)
- Le parapluie, le chat et le mur étroit